# Tyska torget
Tyska torget (Rynek Niemiecki) – rynek w centrum Norrköping w miejscu przecięcia się ulic Drottninggatan i Nya Rådstugugatan. Rynek jest otoczony przez następujące budowle:
- południowa pierzeja – Norrköpings rådhus (ratusz) z 1910 roku (projekt: Isak Gustaf Clason),
- zachodnia pierzeja – najbardziej reprezentacyjna kamienica miasta – była siedziba Norrköpings Enskilda Bank (projekt: Gustav Wickman), ul. Drottninggatan 8
- północna pierzeja – bryła Grand Hotelu z 1906 roku (projekt: Werner Northun, inspirowany rządowym budynkiem Rosenbad w Sztokholmie),
- wschodnia pierzeja – Kościół Jadwigi w Norrköping.

Nazwa placu pochodzi od pobliskiego kościoła Jadwigi, który zwyczajowo nazywany jest kościołem niemieckim (szw. Tyska kyrkan), jako że był zbudowany pod koniec XVII wieku dla sporej społeczności niemieckiej.

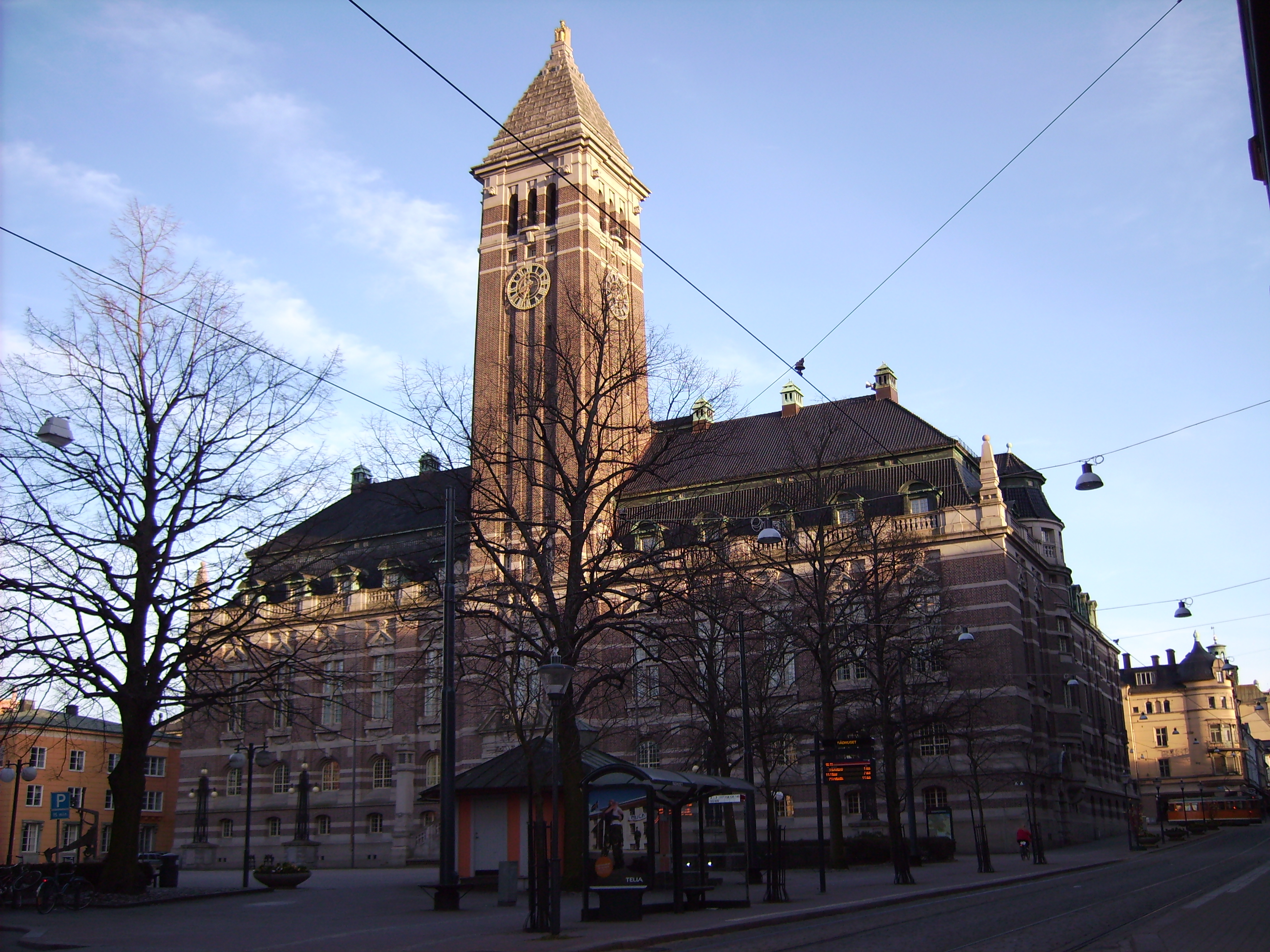
Ratusz miejski
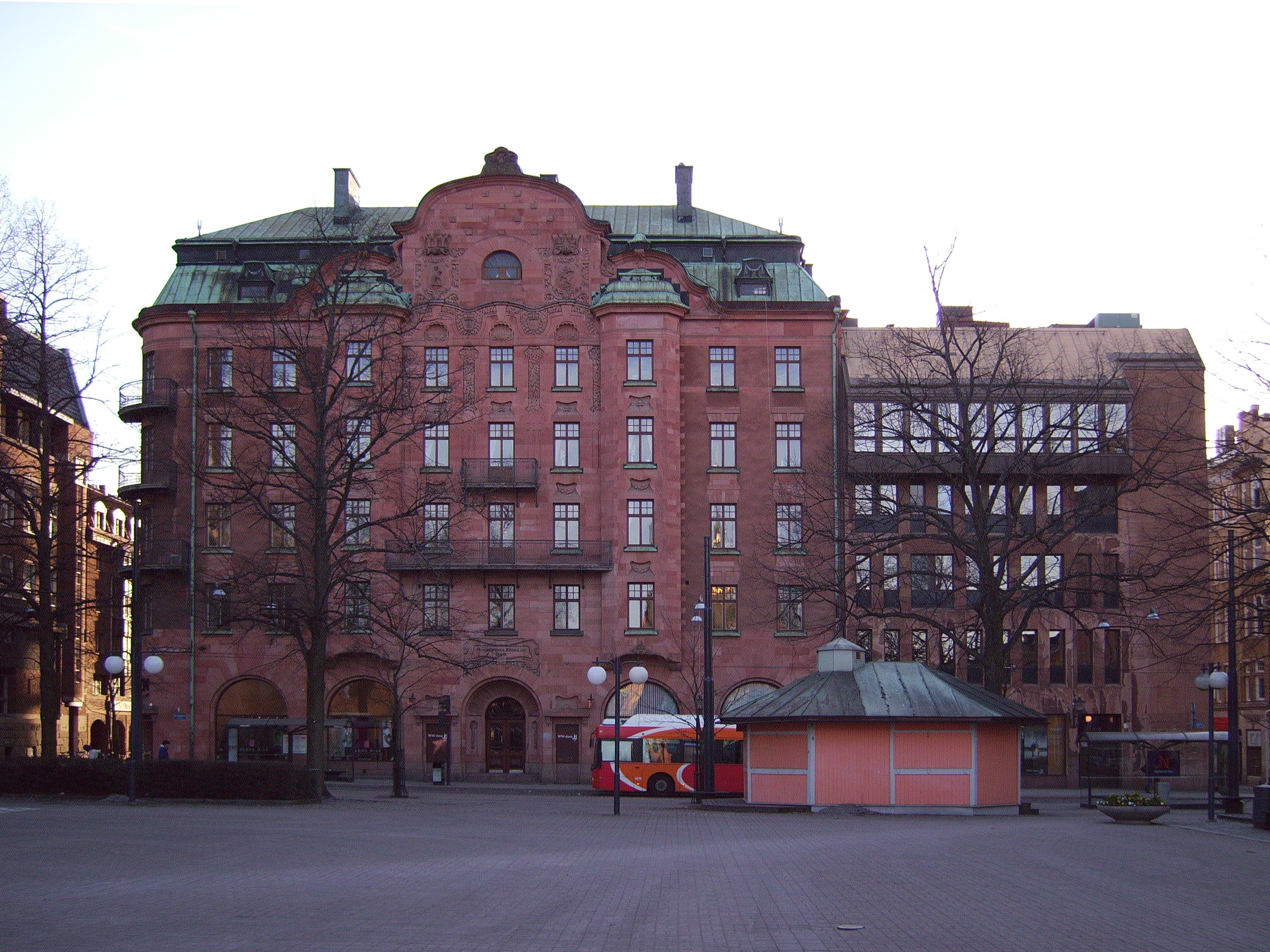
Kamienica Norrköpings Enskilda Bank
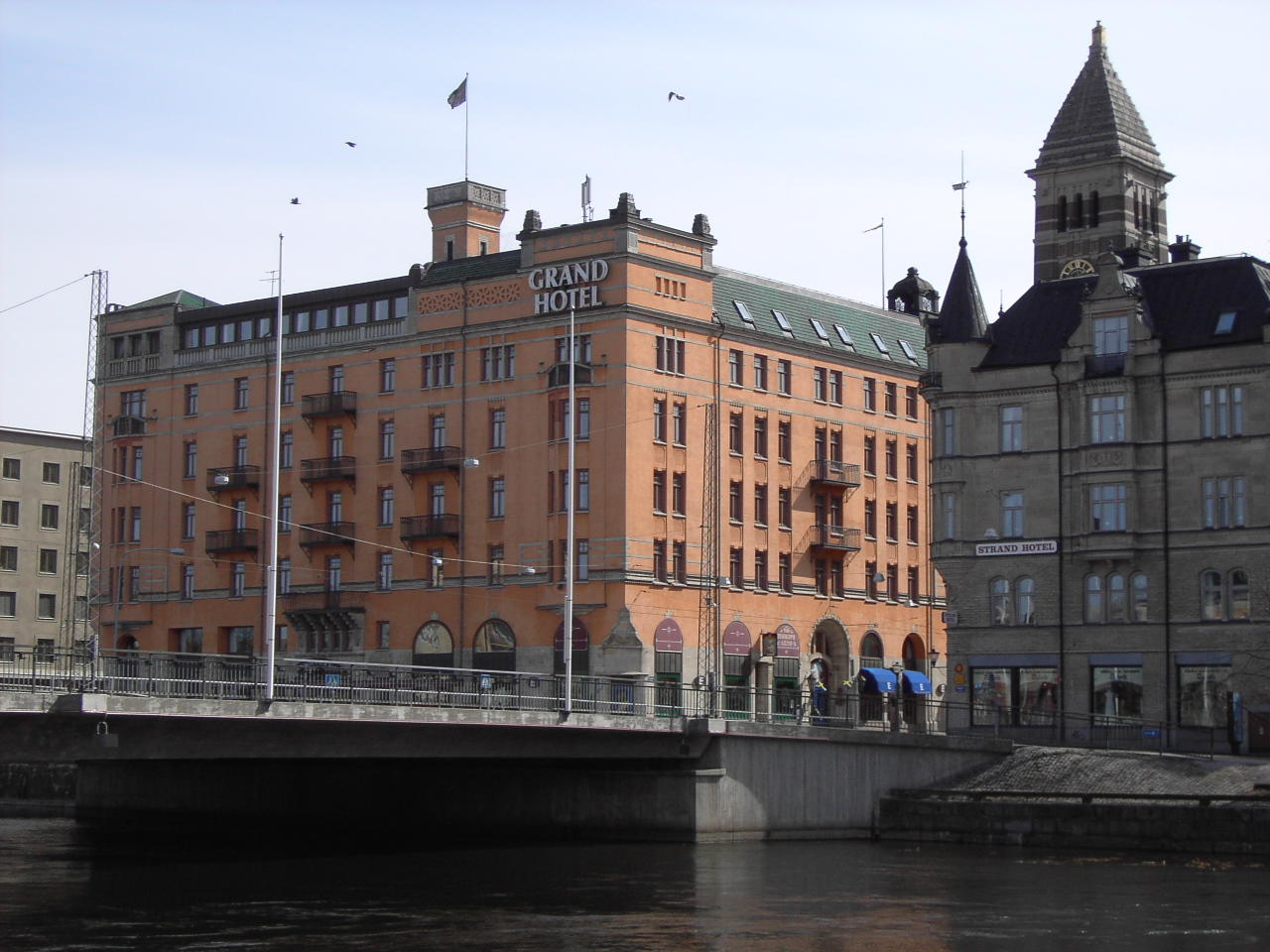
Grand Hotel
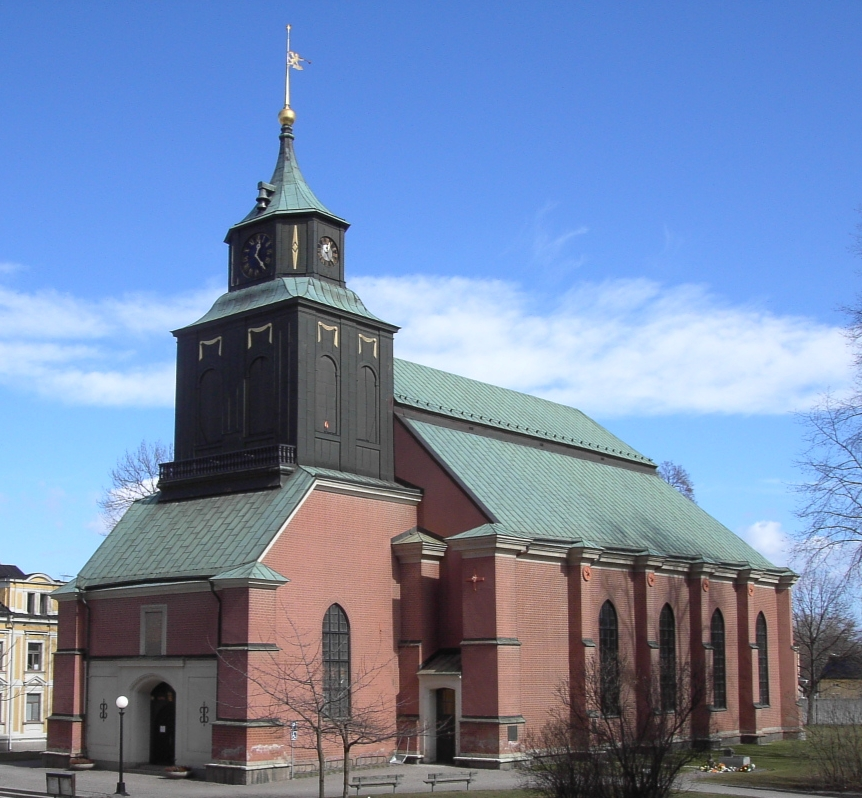
Kościół Jadwigi